# اوپیپرامول
اوپیپرامول (به انگلیسی: Opipramol)، که با نام تجاری Insidon فروخته می‌شود، یک ضد اضطراب و ضد افسردگی است که در سراسر اروپا استفاده می‌شود. اگرچه جزء داروهای ضد افسردگی سه حلقه ای (TCA) است، اما در بین TCAها غیرمعمولی است و سازوکار اصلی عملکرد آن در مقایسه با دیگر اعضای این گروه بسیار متفاوت است.

## مصارف پزشکی
اوپیپرامول به‌طور معمول در درمان اختلال اضطراب منتشر (GAD) و اختلالات روان تنی استفاده می‌شود.